# Воробьёва, Виктория Андреевна
Виктория Андреевна Воробьёва (род. 23 апреля 1994) — российская бадминтонистка.

## Биография
Виктория Воробьёва родилась 23 апреля 1994 года.
Жила в Белоруссии, затем перебралась в Казань. Училась в Поволжской государственной академии физической культуры, спорта и туризма.
Тренируется под началом матери Инны Воробьёвой.
Дважды становилась бронзовым призёром чемпионата России — в 2014 году в парном разряде, в 2017 году — в миксте.
Шесть раз выигрывала международные турниры. Трижды побеждала в парном разряде: в 2013 году вместе с Ольгой Головановой на Hatzor International и Hungarian International, в 2014 году с Анастасией Добрыниной на Lithuanian International. Ещё три победы одержала в миксте: в 2013 году с Владимиром Мальковым на Hatzor International и с Василием Кузнецовым на Norwegian International, в 2018 году с Родионом Каргаевым на Kazakhstan International.
Мастер спорта России.

## Семья
Отец — Андрей Воробьёв, тренер сборной Татарстана по бадминтону.
Мать — Инна Воробьёва, тренер по бадминтону.
Брат — Григорий Андреевич Воробьёв, бадминтонист.